# Santa Fe Trail

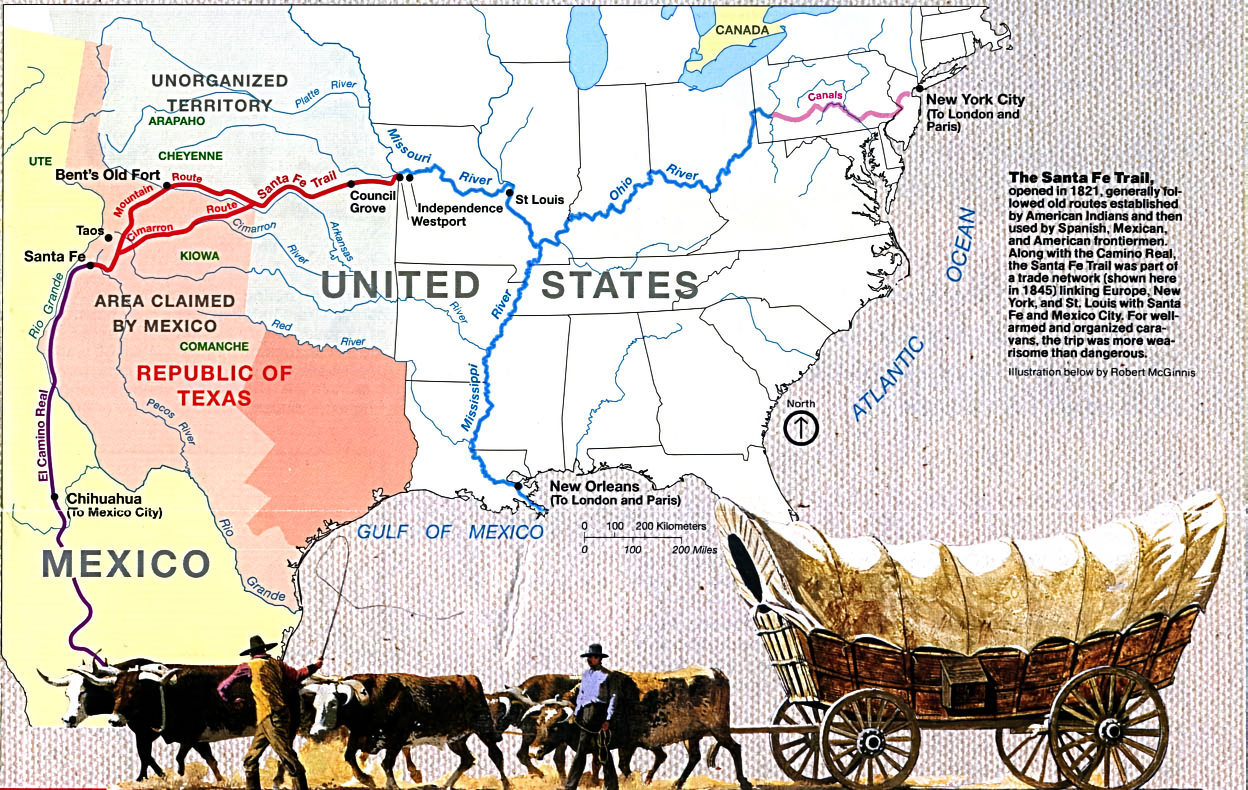
Mappa del Santa Fe Trail

Il Santa Fe Trail (in italiano: Sentiero di Santa Fe) era un'antica via commerciale dell'America del Nord, lunga circa 1400 km, che collegava Santa Fe nel Nuovo Messico, con Franklin nel Missouri. La via fu aperta nel 1821 da un mercante americano di nome William Becknell. Inizialmente fu utilizzata per il commercio con il Messico, poi dopo il 1848, a seguito della conquista da parte degli Stati Uniti dei territori del sud-ovest, conseguenza della guerra messico-statunitense e del trattato di Guadalupe Hidalgo, divenne un importante strumento per lo sviluppo economico e l'espansione americana nei nuovi territori. A partire dalla seconda metà dell'800, con lo sviluppo della ferrovia, il percorso cominciò a perdere importanza. L'Atchison, Topeka and Santa Fe Railway, che iniziò ad operare nel 1859, aveva proprio come obiettivo quello di collegare in modo stabile le città di Atchison e Topeka nel Kansas con Santa Fe nel Nuovo Messico. Nel 1880 la ferrovia raggiunse Albuquerque passando per Lamy, poco a sud di Santa Fe, sovrapponendosi di fatto al percorso del Santa Fe Trail.

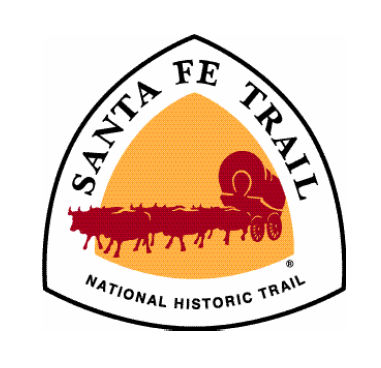
Logo del Santa Fe National Historic Trail

Il percorso del Santa Fe Trail è ricordato oggi dal National Park Service con il nome di Santa Fe National Historic Trail. Segmenti di questo percorso negli Stati del Missouri, Kansas, Oklahoma e Nuovo Messico sono inseriti sul Registro Nazionale dei Luoghi Storici come National Historic Landmark

## Storia

### Contesto storico/politico

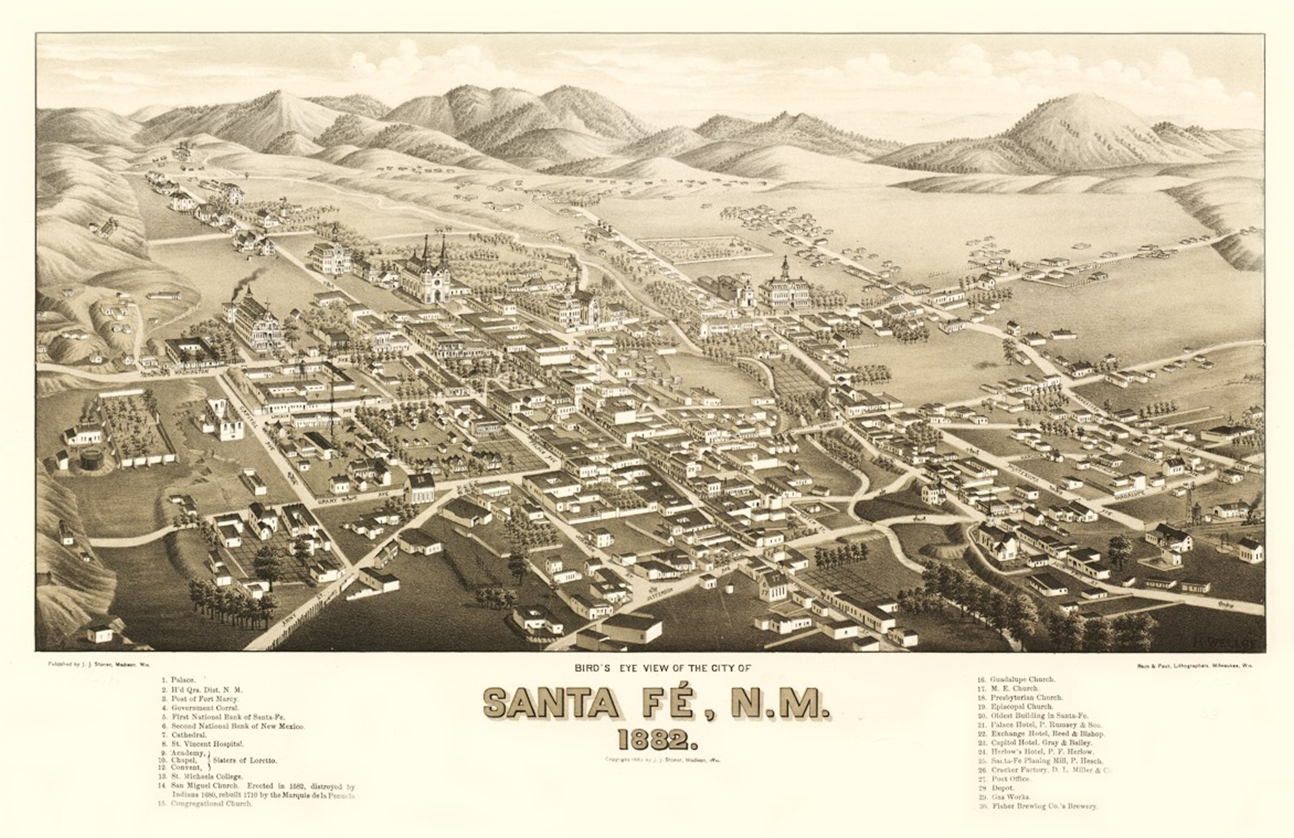
Mappa di Santa Fe nel 1882

La città di Santa Fe fu fondata dagli spagnoli nel 1610 e divenne la capitale del Nuevo México, provincia della Nuova Spagna. Per tutto il XVII, e buona parte del XVIII secolo, gli scambi commerciali di Santa Fe avvennero lungo una direttrice nord-sud, seguendo quello che venne chiamato il Camino Real de Tierra Adentro, che collegava San Juan Pueblo con Città del Messico la capitale della Nuova Spagna.
Nel 1763, con il trattato di Parigi, che pose fine alla guerra dei sette anni e al suo capitolo americano detto guerra franco-indiana, una parte dei vasti territori della Louisiana francese venne ceduta alla Spagna. Si trattava di un vasto territorio che prese il nome di Louisiana spagnola, comprendeva tutta la parte della Louisiana francese a ovest del Mississippi. Il confine occidentale non era ben delimitato, in quanto non esistevano confini precisi, ma comprendeva: le porzioni di Montana, Wyoming e Colorado a est dello spartiacque continentale, l'Oklahoma, il nord-est del Nuovo Messico ed il Texas settentrionale.
In quel periodo gli spagnoli promossero una serie di esplorazioni allo scopo di aprire delle rotte commerciali con i territori circostanti. Fra queste merita ricordare quella di Pedro Vial, un esploratore di origine francese, che nel 1796-97, sotto gli auspici del governatore spagnolo del Texas, Domingo Cabello y Robles, ha percorso quello che sarebbe diventato il Santa Fe Trail fino a Saint Louis, che era la capitale della Louisiana superiore, e poi di nuovo a Santa Fe.
Nel 1800 Napoleone Bonaparte, che aveva da poco preso il potere in Francia, concluse in segreto il trattato di San Ildefonso con la Spagna, che in quel periodo era sotto la minaccia napoleonica, con il quale la Francia si riappropriò del territorio della Louisiana ceduto nel 1763. Il ritorno francese durò tuttavia poco tempo, in quanto nel 1803 Napoleone vendette il territorio ripreso dalla Spagna agli Stati Uniti per una cifra di 11.250.000 dollari, più il costo dell'estinzione dei debiti e relativi interessi maturati.
Subito dopo la cessione del territorio, nacque una controversia tra la Spagna e gli Stati Uniti per quanto riguarda l'estensione della Louisiana. Infatti i confini del territorio non erano stati definiti nel trattato di Fontainebleau del 1762, con il quale era stato ceduto dalla Francia alla Spagna, né nel Trattato di San Ildefonso del 1800, che lo aveva visto cedere di nuovo alla Francia, né con l'acquisto del 1803 in cui la Louisiana era stata venduta agli Stati Uniti. La controversia venne risolta nel 1819 con il trattato Adams-Onís, che definì in modo dettagliato il confine orientale fra Stati Uniti e la Nuova Spagna.
Nel periodo che intercorse fra l'acquisto della Louisiana e la firma del trattato di Adams-Onís, gli Stati Uniti avviarono una serie di esplorazioni dei nuovi immensi territori acquisiti, sia a fini scientifici che commerciali. Fra queste merita ricordare la spedizione di Lewis e Clark (1804-1806) e la spedizione Pike (1806-1807). La prima partì da Pittsburgh e raggiunse la costa del pacifico presso l'attuale Astoria nell'Oregon attraversando i territori del nord della Louisiana e dell'Oregon.
La spedizione Pike aveva il compito ufficiale di esplorare il sud-ovest della Louisiana, seguendo dapprima il corso dell'Arkansas alla ricerca della sua sorgente, e poi il Red river dalla sorgente alla sua confluenza nel Mississippi. Gli spagnoli, preoccupati del fatto che queste spedizioni, ancorché dichiarate con motivazioni scientifiche, potessero in realtà nascondere scopi militari, cercarono di intercettarle. Con la spedizioni di Lewis e Clark non ci riuscirono, mentre andò loro meglio con la spedizione Pike i cui membri furono catturati dagli spagnoli presso Alamosa, nel nord della provincia del Nuovo Messico (attuale Colorado). Pike fu interrogato a Santa Fe e poi imprigionato presso Chihuahua, per poi essere rilasciato con i suoi uomini nel luglio del 1807. In questo clima, la Spagna di fatto chiuse il suo confine con l'intraprendente vicino impedendo quindi ogni traffico commerciale verso i territori acquisiti dagli Stati Uniti.
Questa situazione venne superata nel 1821, quando, con la firma del trattato di Córdoba (24 agosto 1821), il Messico ottenne l'indipendenza dalla Spagna. Ciò porto alla riapertura dei confini ed all'avvio d'intensi commerci con gli Stati Uniti.

### Apertura (Primo viaggio di William Becknell)

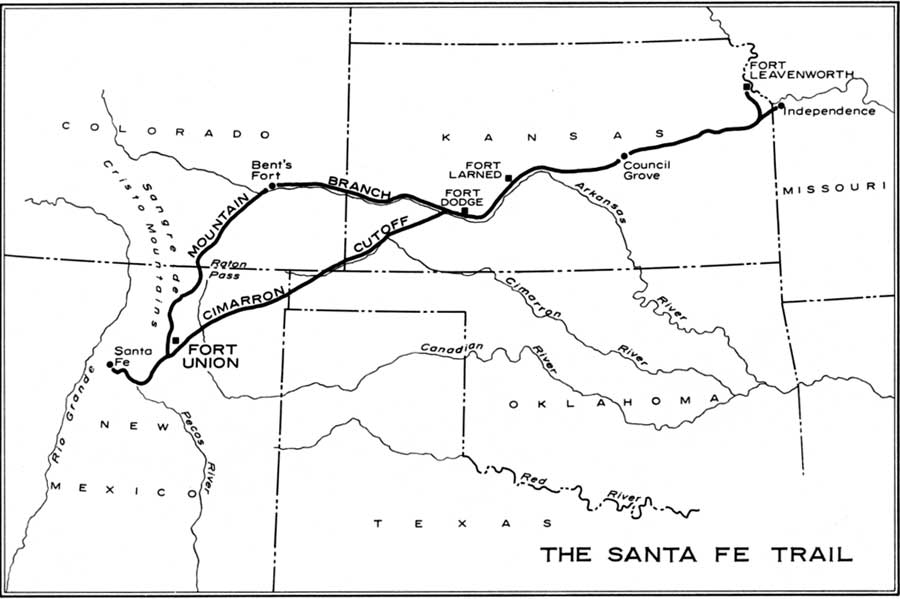
Percorso del Santa Fe Trail

William Becknell era un ex militare nato in Virginia che aveva combattuto nei Rangers nella guerra anglo-americana del 1812. Dopo la fine della guerra si trasferì nel Missouri, dove si dedicò a varie attività fra cui il commercio del sale. Nel 1821 Becknell venne a trovarsi in difficoltà economiche a causa dei pesanti debiti che aveva contratto per finanziare le sue attività commerciali. Nel giugno dello stesso anno Becknell mise un annuncio sul Missouri Intelligencer, un giornale che veniva pubblicato a Franklin, con il quale proponeva la costituzione di una compagnia per il commercio di cavalli, muli e per la cattura di animali selvaggi. Se questa fosse realmente la sua intenzione iniziale, o se fin dall'inizio avesse in mente qualcosa di diverso, non è noto, tuttavia all'annuncio risposero solo 17 persone e di queste solo 5 conclusero un accordo per dare seguito alla spedizione.
Becknell ed i suoi 5 soci partirono da Franklin il 1º settembre 1821 con un seguito di cavalli da soma per il trasporto di materiali e viveri. Al momento della partenza il Messico aveva conquistato da pochi giorni la sua indipendenza dalla Spagna (24 agosto 1821 - Trattato di Córdoba), ma questo evento, che pure avrà una certa importanza per l'esito della spedizione, non era ancora noto, in quanto il telegrafo non era ancora stato inventato. Il giorno stesso della partenza il gruppo attraversò il Missouri presso Arrow Rock dirigendosi poi verso la pianura a ovest che prende il nome di Osage Plains. Dopo alcuni giorni di viaggio il gruppo giunse a Fort Osage, un trading post avanzato stabilito nel 1808 dall'esercito, per il commercio con gli indiani Osage, ma anche per il controllo dei nuovi territori acquisiti della Louisiana. Il 24 settembre arrivarono sul fiume Arkansas, che risalirono per diversi giorni. Il 21 ottobre incontrarono un affluente che era probabilmente il Purgatoire River, in quello che è l'attuale territorio del Colorado. Il gruppo procedette quindi lungo il corso del Purgatoire alla ricerca di un passaggio verso l'altopiano del Nuovo Messico, cimentandosi con un'ascesa che Becknell descrive nel suo diario come estremamente difficoltosa. Finalmente, ai primi di novembre, giunsero in cima al passo e poterono iniziare la discesa verso la valle del Canadian. In base al racconto di Becknell, il passaggio non avvenne al Raton Pass (che diverrà una delle due vie principali del Santa Fe Trail), ma probabilmente in un punto più a est, il Trinchera Pass o l'Emery Pass (detto anche Emery Gap). Il 13 novembre incontrarono un distaccamento di truppe spagnole in perlustrazione che li accolsero amichevolmente. Nonostante l'impossibilità di comunicare, in quanto nessuno conosceva la lingua dell'altro, Becknell e i suoi seguirono gli spagnoli, che dopo una sosta in un villaggio chiamato San Miguel (probabilmente San Miguel del Bado) li condussero a Santa Fe, dove arrivarono il 16 novembre 1821. Qui Becknell fu ricevuto dal governatore Facundo Melgares che, diventato un funzionario del governo messicano, gli confermò la buona disposizione del Messico a effettuare scambi commerciali con gli Stati Uniti. Egli quindi vendette le merci che aveva faticosamente trasportato realizzando ottimi guadagni, e intorno alla meta di dicembre ripartì per il Missouri.
Non si sa molto di questo viaggio di ritorno che Becknell fece con solo alcuni dei compagni del viaggio di andata. Il percorso scelto evitò la rotta di montagna, resa ancora più difficile dai rigori dell'inverno oramai inoltrato, per seguire una strada più agevole ed anche più breve che lo riporto a Franklin il 29 gennaio 1822, in soli 50 giorni, contro gli altri 70 del viaggio di andata. Egli percorse quindi con ogni probabilità quella che verrà poi conosciuta come la Cimarron route del Santa Fe Trail. Questa via taglia attraverso quello che è noto come l'Oklahoma Panhandle, seguendo il corso iniziale del Cimarron e ricollegandosi al percorso principale presso l'attuale Dodge City.

### Sviluppo

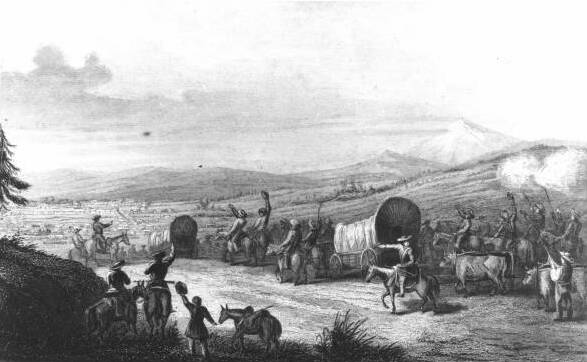
Arrivo della carovana a Santa Fe (litografia) 1844

In verde il territorio conteso fra la Repubblica del Texas e il Messico tra il 1836 ed il 1845

Subito dopo Becknell giunsero a Sante Fe altre due spedizioni commerciali provenienti dall'est. La prima, condotta da Thomas James e John McKnight, raggiunse Santa Fe il 1º dicembre 1821 dopo aver avuto non poche difficoltà con i Comanche, che ne avevano intercettato il percorso. La seconda fu la spedizione comandata da Hugh Glenn, che arrivò a Santa Fe ai primi di gennaio del 1822.
Pochi mesi più tardi nella primavera del 1822, Becknell organizzò una nuova spedizione nel New Mexico, ma questa volta utilizzando tre carri per il trasporto delle merci. La spedizione partì da Arrow Rock il 22 maggio 1822 con 21 persone e seguì un percorso diverso da quello del primo viaggio, in cui Becknell fece tesoro dell'esperienza acquisita nel ritorno dal suo viaggio precedente. Becknell seguì un percorso, che verrà successivamente chiamato Cimarron route, che risale il corso dell'Arkansas fino a un punto posto poche miglia a ovest dell'attuale Dodge City, che venne poi chiamato dai mercanti che percorrevano la rotta The Caches, per poi abbandonare il fiume, puntando verso sud-ovest, per attraversare il deserto del Cimarron.
Al tempo del secondo viaggio di Becknell anche altri mercanti erano in viaggio sullo stesso sentiero. Il colonnello Benjamin Cooper con 15 uomini che aveva lasciato il Missouri per il Nuovo Messico due settimane prima di Becknell, e un altro gruppo guidato da John Heath che incrociò la carovana di Becknell unendosi a lui lungo il percorso.
La strada era oramai tracciata e negli anni successivi un gran numero di mercanti la percorsero portando un notevole flusso di manufatti americani ed europei verso il Nuovo Messico. Secondo quanto indicato dal mercante ed esploratore americano Josiah Gregg nel suo libro Commerce of the Prairies, il volume d'affari veicolato sul sentiero passò dai circa 12000 $ del 1823, ai 250000 $ del 1831, mantenendosi poi su un valore medio/annuo di circa 130000 $ fino al 1843.
Per favorire il commercio vennero istituiti dei posti di scambio fissi lungo il percorso. Nel 1833 i fratelli William e Charles Bent, che erano attivi nel commercio delle pellicce, costruirono Fort Bent sul sentiero montano nel punto in cui esso abbandonava il fiume Arkansas per puntare verso sud-ovest, non lontano dalla moderna città di La Junta.
Nel tempo i commercianti che operavano sul sentiero, inizialmente costituiti per lo più da persone provenienti dagli stati agricoli e manifatturieri del Midwest, vennero sostituiti da operatori provenienti dal Nuovo Messico, che intorno agli anni quaranta ne costituivano oramai la maggioranza. Al tempo stesso la destinazione delle merci trasportate lungo il Santa Fe Trail iniziò a spostarsi verso sud. Il primo tentativo d'introdurre merci americane nei mercati del Messico settentrionale (Chihuahua), partendo da Santa Fe, venne fatto durante l'anno 1824. Gli importi erano inizialmente molto piccoli, ma andarono aumentando nel tempo. Nel 1840 una grande quantità di merci venne trasportata direttamente da Red River, in Arkansas, a Chihuahua.
Nel 1843 il commercio lungo il Santa Fe Trail subì una battuta di arresto a causa della chiusura della frontiera con il Messico stabilita dal presidente messicano
Santa Anna dopo una serie di incidenti avvenuti con i texani della poco prima autoproclamata Repubblica del Texas. All'origine di tali incidenti c'era la contesa sui territori a ovest del Rio Grande, che la Repubblica del Texas aveva dichiarato parte del proprio territorio. Per ribadire il controllo su tale territorio, e in particolare sul redditizio Santa Fe Trail, i texani organizzarono nel 1841, sotto la presidenza di Mirabeau Bonaparte Lamar, una spedizione nel nord del Nuovo Messico, nota come Santa Fe Expedition. La spedizione si concluse con un insuccesso totale e i partecipanti furono catturarti e imprigionati dai messicani, che poi li rilasciarono nel 1842. Fra il 1842 e gli inizi del 1843 vi furono altre tre spedizioni texane contro il Messico, la  Somervell expedition, e la successiva Mier expedition, e la Snively expedition, che si conclusero tutte con degli insuccessi militari, ma che certamente contribuirono ad inasprire i rapporti con il Messico al punto che, anche se non solo per questo, portarono il presidente messicano Santa Anna ad emanare un decreto, datato 7 agosto 1843, con il quale chiudeva la frontiera nord nel Nuovo Messico.
La frontiera nord venne riaperta nel marzo del 1844 e il commercio riprese con rinnovata energia al punto che fra l'estate e l'autunno di quell'anno passarono il confine novanta carri contenenti beni per un valore di circa 200000 $.

### Guerra messico-statunitense

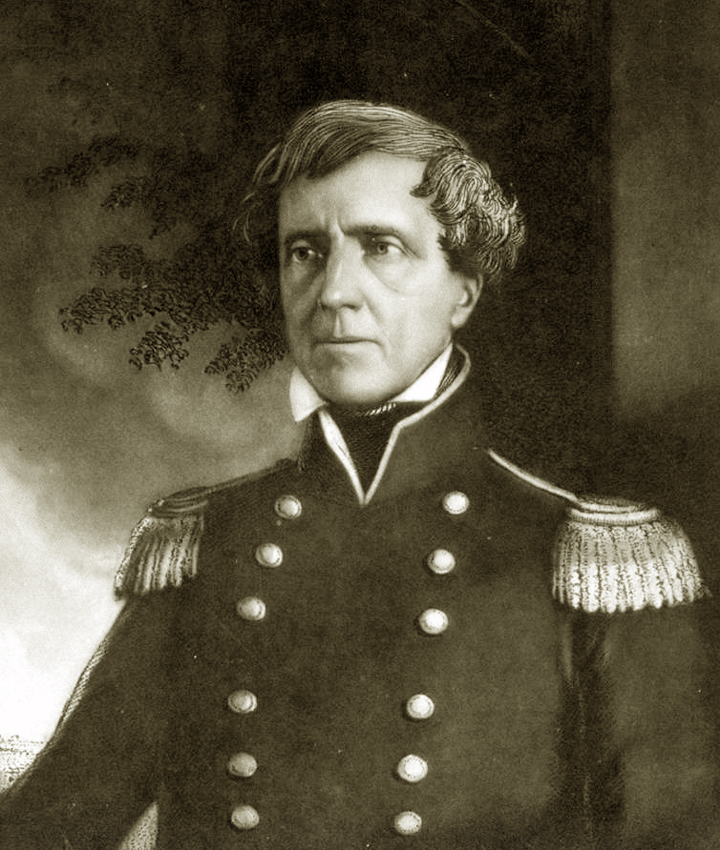
Generale Stephen Watts Kearny

Nel 1846, con lo scoppio della guerra fra Stati Uniti e Messico, il percorso venne utilizzato come una via di accesso al Nuovo Messico dalle truppe americane del generale Stephen W. Kearny, che mosse verso Santa Fe da Fort Leavenworth. Kearny, per l'esperienza maturata nei territori dell'ovest, era stato posto alla testa di quello che venne chiamato Army of the West (Esercito d'Occidente), che aveva il compito di attaccare il Messico sul fronte nord-orientale. Egli lasciò Fort Leavenworth nel giugno del 1846 con un esercito di circa 1700 uomini e si diresse lungo il Santa Fe Trail giungendo a Fort Bent ai primi di agosto. Utilizzando la conoscenza del territorio del tenente Abert, che aveva partecipato qualche anno prima alla spedizione di John C. Fremont, Kearny condusse il suo esercito lungo il ramo montano del Santa Fe Trail attraverso il passo di Ranton fino a Las Vegas e da lì a Santa Fe, dove giunse il 18 agosto senza trovare resistenza e pertanto prese la città senza sparare un colpo. Infatti il governatore messicano della città, Manuel Armijo, dopo aver inizialmente organizzato una difesa contro l'invasione americana in Apache Canyon a est di Santa Fe, decise di non combattere, rimandando a casa i volontari e ritirandosi a Chihuahua con una scorta di dragoni.
Durante il restante periodo della guerra il percorso fu utilizzato intensamente dai mercanti che rifornivano di generi alimentari le truppe nel Nuovo Messico. In quel periodo vennero realizzati diversi insediamenti lungo il percorso: nel 1847 venne costituito un trading post a Council Grove per il commercio con gli indiani Kaw a cui era stata assegnata una riserva proprio in quel territorio; sempre nel 1847 venne costruito Fort Mann, a pochi chilometri a ovest di Dodge City, nel punto in cui dal cammino principale del Santa Fe Trail si separavano il percorso che proseguiva verso nord-ovest, detto Mountain Route o Upper Crossing, da quello che si dirigeva a sud-ovest detto Cimarron Cutoff o Cimarron Crossing.

### La conquista americana e l'avvento della ferrovia
Il trattato di Guadalupe Hidalgo, firmato nel 1848, pose fine alla guerra fra Stati Uniti e Messico, sancendo il passaggio agli Stati Uniti di una larga parte del territorio del nord del Messico. Dopo questo trattato l'intero percorso del Santa Fe Trail venne a trovarsi nel territorio degli Stati Uniti e quindi non più soggetto a possibili inconvenienti legati a dispute territoriali di confine fra i due Stati, traendone grande vantaggio.
La costruzione di insediamenti commerciali e militari lungo il percorso ebbe nuovo impulso. Nel 1851 venne costruito Fort Union, a nord-est di Las Vegas, nel 1853 Fort Riley lungo il fiume Kansas, a nord di Council Grove e nel 1859 Fort Larned sul fiume Pawnee a circa 90 km a nord-est di Dodge City. Nel giugno del 1850 venne istituito un regolare servizio postale che collegava Independence con Santa Fe in 29 giorni.
Nel 1861, con lo scoppio della guerra di secessione americana, il sentiero venne utilizzato per i rifornimenti alle truppe che operavano nel sud-ovest del Paese.
Nel 1862, 3000 carri percorsero il sentiero e nel 1866 il numero era salito a 5000.
Nel marzo del 1862, sul passo di Glorieta, lungo il tratto finale del Santa Fe Trail nel punto in cui esso attraversa i Monti Sangre de Cristo, avvenne una delle battaglie più importanti della guerra. Nel febbraio 1861 il generale di brigata confederato Henry Hopkins Sibley invase il nord del Territorio del Nuovo Messico con l'obiettivo di assumere il controllo delle zone strategiche del Sud-Ovest degli Stati Uniti, in quella che è nota come Campagna del Nuovo Messico. I Confederati, partiti dal Texas, avanzarono verso nord lungo il Rio Grande, vinsero la battaglia di Valverde, poi continuarono ad avanzare verso nord in direzione di Fort Union. Giunti sul passo di Glorieta i confederati, guidati dal ten. col. Scurry, si scontrarono con le forze unioniste del col. John P. Slough costringendole alla ritirata. Tuttavia, nel mentre si combatteva questa battaglia, gli uomini dei Volontari del Nuovo Messico, a supporto delle forze unioniste, comandati dal Maggiore John M. Chivington, avevano scovato i depositi confederati che vennero dati alle fiamme e distrutti completamente. I confederati persero così 80 carri di rifornimenti, un cannone ed oltre 500 tra cavalli e muli. In assenza di forniture con le quali continuare l'avanzata, i Confederati non ebbero altra scelta che interrompere la loro avanzata e ritirarsi dapprima a Santa Fe e poi ritornare nel Texas. La sconfitta subita al passo di Glorieta si trasformò quindi in una vittoria per gli unionisti.
Anche sul capo orientale del Santa Fe Trail si svolsero alcune importanti battaglie. Fra queste la più importante fu la battaglia di Westport, in quella che è ora Kansas City. Nell'autunno del 1864, il generale confederato Sterling Price comandò un'incursione sudista nel Missouri, nota come Missouri Raid o Price Ride con l'obiettivo primario di conquistare Saint Louis, o in alternativa la capitale dello Stato Jefferson City. Price vinse alcune battaglie, ma non riuscì nel suo intento e venne sconfitto sonoramente prima a Westport e poi a Mine Creek. Le perdite subite in queste battaglie costrinsero Price a ritirarsi verso sud e rinunciare quindi alla sua impresa. La guerra finì pochi mesi più tardi.
Dopo la fine della guerra riprese la realizzazione di avamposti militari a protezione delle carovane che seguivano il sentiero. Nel 1865 venne istituito Fort Dodge sul fiume Arkansas in sostituzione di Fort Atkinson. Dal forte si sarebbe in seguito sviluppata la città di Dodge City.

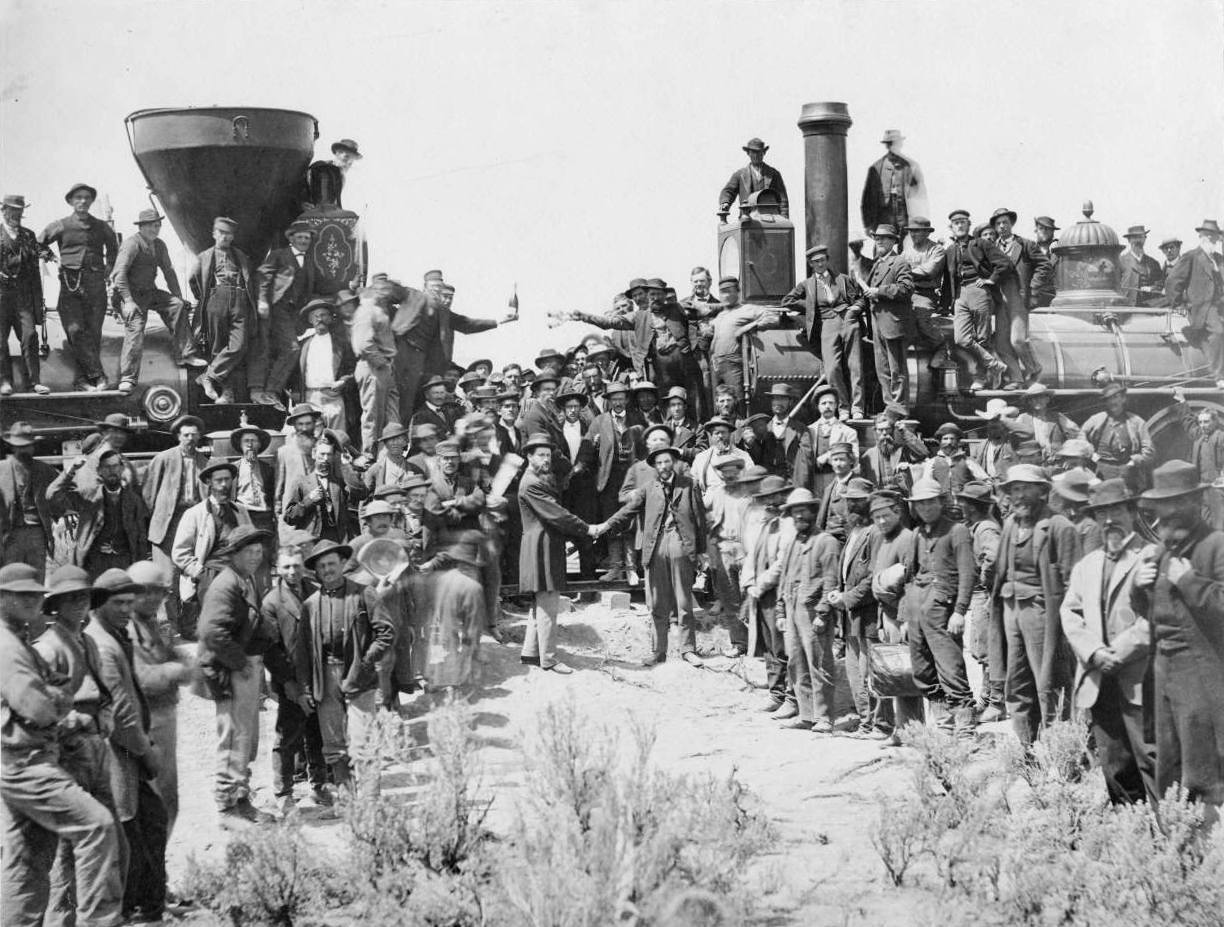
L'incontro dei due tronchi della ferrovia transcontinentale presso Promontory Point (1869)

La fine della guerra segnò anche la ripresa dello sviluppo delle ferrovia, che partendo dalle regioni dell'est si era arrestato sulle rive del Missouri. La costruzione di una linea ferroviaria che unisse la West Coast con le linee ferroviarie preesistenti che partivano dalla costa atlantica, venne sancita nel 1862 con un atto Congresso degli Stati Uniti d'America noto come Pacific Railroad Act. La realizzazione della ferrovia transcontinentale venne affidata a due grosse società, la Union Pacific Railroad e la Central Pacific. La Union Pacific doveva costruire la tratta che a partire da Omaha si dirigeva verso ovest, mentre la Central Pacific doveva costruire la tratta da Sacramento verso est, le due linee si sarebbero dovute incontrare in un punto non definito del tragitto centrale. La Central Pacific cominciò i lavori nel 1863, mentre la Union Pacific iniziò due anni più tardi. I due tronchi s'incontrarono a Promontory Point, una località presso Ogden nello Utah, il 10 maggio 1869. Nel frattempo un'altra compagnia ferroviaria, la Atchison, Topeka and Santa Fe Railway aveva iniziato la realizzazione di un tronco che, partendo da Atchison, e Topeka nel Kansas, doveva giungere a Fanta Fe. La ferrovia raggiunse Dodge City nel settembre del 1872 e La Junta nel 1875. Da La Junta venne avviato prima il ramo nord, che portò la ferrovia a Pueblo nel marzo del 1876. Nel febbraio del 1877 vennero avviati i lavori del ramo sud che da La Junta dovevano portare al passo di Raton. Il confine fra il Colorado e il Nuovo Messico venne raggiunto nel dicembre del 1878. Nel luglio del 1879 venne raggiunta Las Vegas. Da lì il progetto originario prevedeva che la ferrovia raggiungesse Santa Fe, ma per le difficoltà del terreno la linea passo a valle della città proseguendo per Albuquerque. Successivamente venne realizzata una giunzione che collegava Lamy con Santa Fe. Il 9 febbraio 1880 un primo treno giunse a Santa Fe decretando, dopo quasi sessanta anni, la fine del commercio tradizionale lungo il Santa Fe Trail.